# Koubéogo (Bissiga)
Pour les articles homonymes, voir Koubéogo.
Koubéogo est un village situé dans le département et la commune rurale de Bissiga dans la province du Boulgou et la région du Centre-Est au Burkina Faso.